# Antimachtlijn
De antimachtlijn van twee cirkels is de meetkundige plaats van de punten die ten opzichte van de twee cirkels een gelijke antimacht hebben. De antimachtlijn staat loodrecht op de verbindingslijn van de middelpunten van die cirkels.

## Bewijs
Dat de hierboven beschreven meetkundige plaats inderdaad een rechte lijn is, wordt met een beroep op de machtlijn eenvoudig bewezen.
Neem twee cirkels {\displaystyle (P,r)} en {\displaystyle (Q,s)}. Stel dat een punt {\displaystyle X} ten opzichte van deze twee cirkels een gelijke antimacht heeft. Dan geldt
{\displaystyle XP^{2}+r^{2}=XQ^{2}+s^{2}}
Bijgevolg is
{\displaystyle XP^{2}-s^{2}=XQ^{2}-r^{2}}
zodat {\displaystyle X} ligt op de machtlijn van twee andere cirkels, namelijk {\displaystyle (P,s)} en {\displaystyle (Q,r)}. Q.E.D.

## Eigenschappen
- Uit bovenstaand bewijs volgt dat de antimachtlijn en machtlijn van twee cirkels symmetrisch liggen ten opzichte van de middelloodlijn van hun middelpunten.
- De antimachtlijnen van drie gegeven cirkels gaan door één (mogelijk oneigenlijk) punt, het antimachtpunt van de drie cirkels.
- De antimachtlijn van twee cirkels is de meetkundige plaats van middelpunten van cirkels die de gegeven cirkels "halveren".